# Jerusalemanlage
Als Jerusalemanlage wird ein Ensemble von Bauten bezeichnet, die die christlichen Pilgerziele in und um Jerusalem architektonisch und topographisch nachbilden. Es ist ein moderner Begriff für Meditationslandschaften, die in ihrer Entstehungszeit oft als „Neues Jerusalem“ bezeichnet wurden. Sie sollten einen Ersatz für die nur wenigen Christen mögliche Pilgerfahrt ins heilige Land schaffen. Dabei war es wichtig, dass die Entfernung der einzelnen Pilgerziele voneinander dem Vorbild entsprach, auch strebten die Erbauer an, die landschaftliche Situation des Vorbilds zu kopieren (z. B. das Mariengrab in valle Josaphat in einem Tal nachzubauen). 

## Beispiele

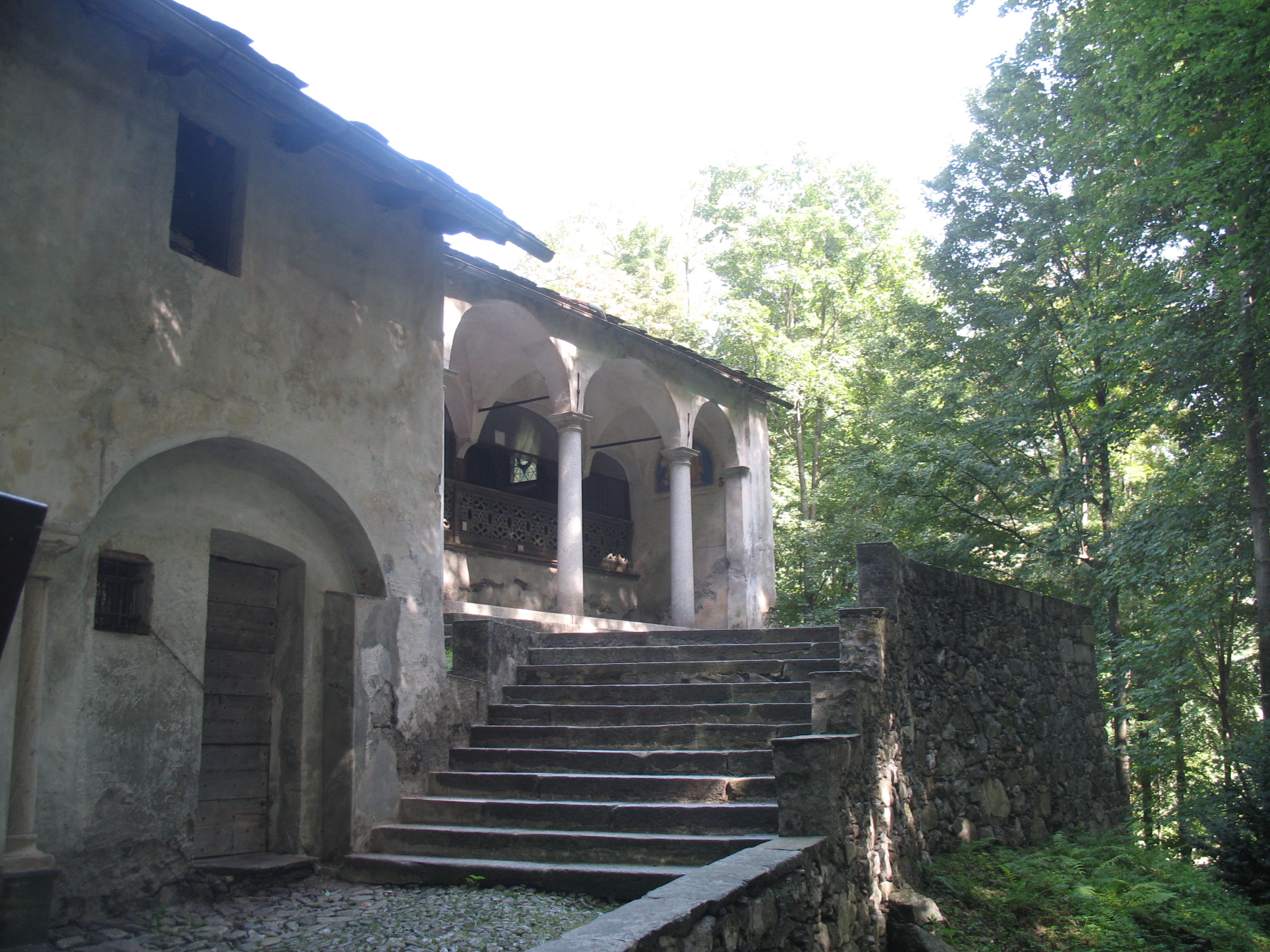
Sacro Monte di Varallo

Am berühmtesten ist der Heilige Berg von Varallo im Valsesia; er ist das Vorbild für mehrere Sacri Monti in Oberitalien. Der Franziskaner Bernardo Caimi, der das Heilige Land von seinen Aufenthalten im Jerusalemer Sionskloster kannte, begann 1486 mit Unterstützung der Bürgerschaft und päpstlicher Erlaubnis, am Hang des Berges eine Reihe von Kapellen zu erbauen, die den wichtigsten Ereignissen aus dem Leben Jesu gewidmet waren. Zwei Baukomplexe waren Pilgerzielen in Bethlehem und Nazareth gewidmet, die Vorbilder der übrigen Kapellen befanden sich in Jerusalem. Caimis Jerusalemanlage ist heute kaum noch nachvollziehbar, denn in den 1560er Jahren fand eine grundlegende Umgestaltung statt. Gefördert vom Mailänder Erzbischof Karl Borromäus, schuf einer der führenden Architekten der Zeit, Galeazzo Alessi, die Bauzeichnungen für die Neugestaltung der Anlage. Ende des Jahrhunderts erfolgte ein barocker Umbau unter Schirmherrschaft des Bischofs von Novara, Carlo Bescapé.

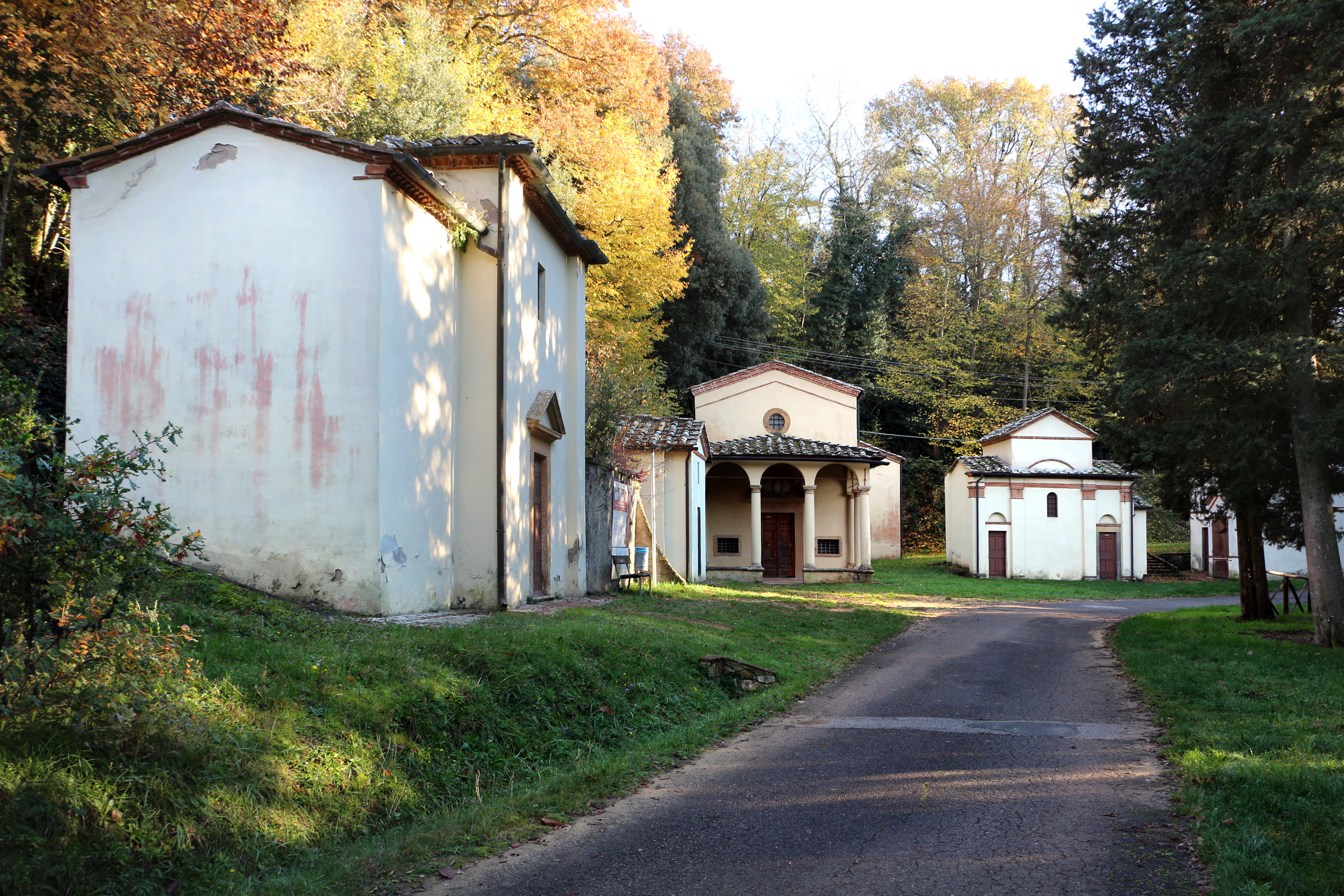
San Vivaldo bei Montaione

Dagegen ist die Jerusalemanlage von San Vivaldo bei Montaione (Toskana) noch weitgehend so erhalten, wie der Franziskaner Tommaso da Firenze sie etwa 1500 bis 1515 entwarf. Er orientierte sich an den landschaftlichen Gegebenheiten in Palästina und kopierte sie. „Urteilen wir nach den Standorten der vielen noch vorhandenen und lokalisierbaren verschwundenen Kapellen in dem weiträumigen, sanft modellierten Gelände, dann erkennen wir, wie genau die Anlage die landschaftliche und städtebauliche Physiognomie der Heiligen Stadt und ihrer Umgegend widerzuspiegeln vermochte.“
Ebenfalls im frühen 16. Jahrhundert wurde in der Dauphiné die Stadt Romans-sur-Isère auf Initiative des Bürgers Romanet Boffin in eine Kopie Jerusalems verwandelt, indem an der jeweils topographisch „richtigen“ Stelle Bildstöcke und Kapellen errichtet wurden. In den Hugenottenkriegen und während der Französischen Revolution wurde die Anlage zerstört, aber jedes Mal in veränderter Form wieder aufgebaut.
Auch das Heilige Grab in Görlitz befindet sich in einer Gartenlandschaft mit weiteren Kapellen, wenn auch keine eigentliche Jerusalemanlage geschaffen wurde.  
Die Jerusalemanlage von Kalwaria Zebrzydowska nutzte den Stadtplan von Jerusalem, den Christian Kruik von Adrichem (Adrichomius) geschaffen hatte, freilich ohne jemals in Jerusalem gewesen zu sein. Der Mathematiker, Astronom und Philosoph Felix Zebrowski setzte die Kreuzwegstationen nach den Angaben von Adrichomius genau um. Er fügte noch den Abendmahlssaal und das Haus Mariens hinzu, außerdem das Grab Mariens und die Himmelfahrtskapelle. Ebenso diente das Werk von Adrichomius auch als Plan für die Jerusalemanlage von Pakość. Die Anlage von Wejherowo folgt dem Vorbild von Kalwaria Zebrzydowska.

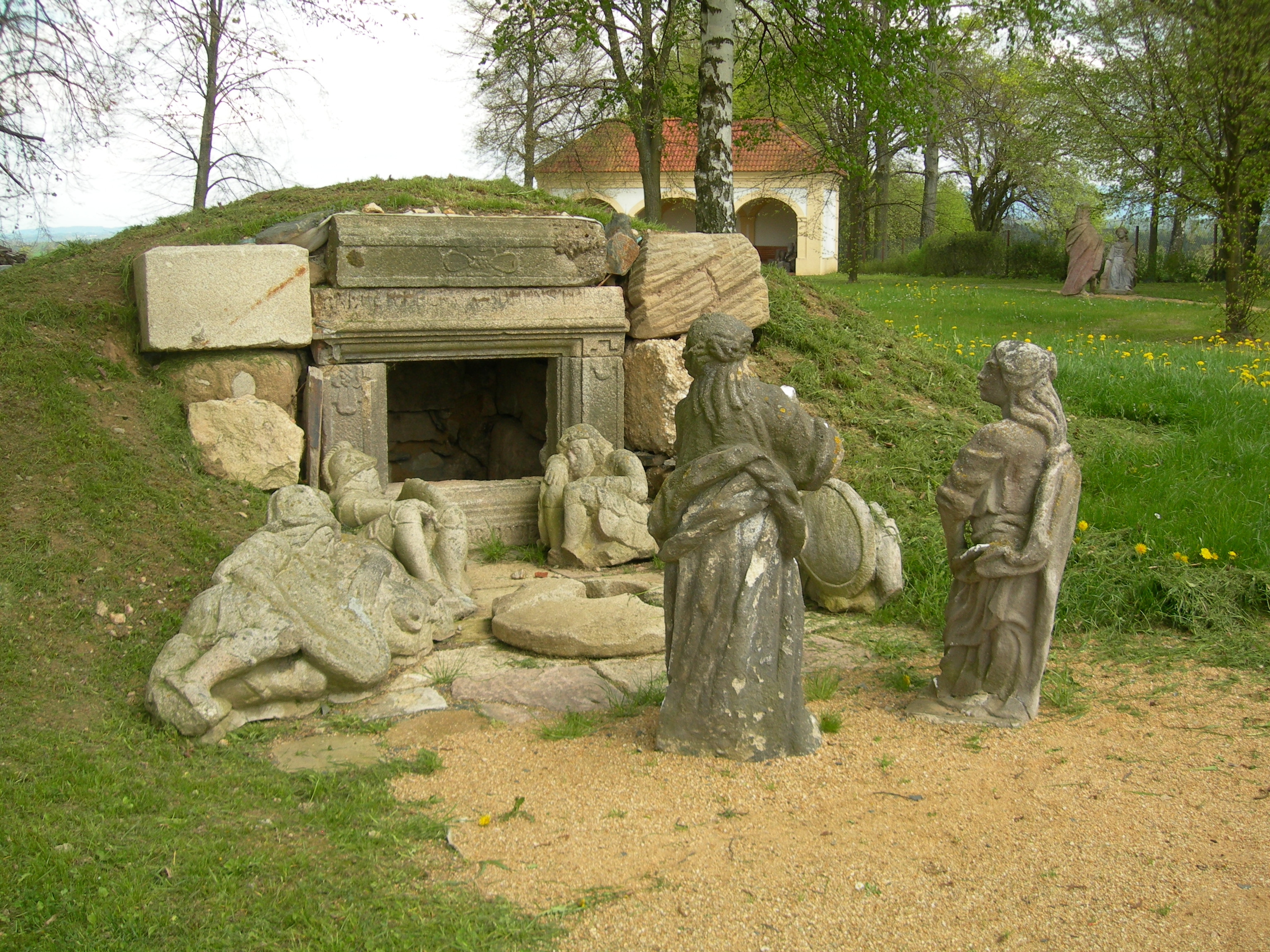
Starý Hrozňatov

Die böhmischen Jerusalemanlagen sind mit der Tätigkeit des Jesuitenordens verbunden. Die Anlage von Římov, die dem Ort den Beinamen Böhmisches Jerusalem eintrug, wurde von Jesuiten aus dem Krumauer Kolleg geplant. Ein Kapuziner aus Budweis unternahm 1658 eine Reise ins Heilige Land mit dem Auftrag, die exakten Entfernungen zwischen den Pilgerorten zu ermitteln. Man orientierte sich in Římov nicht am Jerusalemplan von Adrichomius, sondern verfolgte ein eigenes Konzept. Das Jesuitenkolleg von Eger regte den sogenannten Großen Kreuzweg von Starý Hrozňatov an. Er besteht aus 23 Kapellen, in denen Szenen der Passionsgeschichte mit meist lebensgroßen Figuren nachgestellt sind. Diese wurden als Jerusalemanlage in der Landschaft verteilt. Bernardus Rosa, von 1660 bis 1696 Abt des Zisterzienserklosters Grüssau, entwickelte wahrscheinlich das Konzept der dortigen Jerusalemanlage. Er verfasste ein Andachtsbuch für die Gläubigen, die diese Stätte besuchten. In Albendorf (Wambierzyce) wurde zwischen 1683 und 1708 eine weitere Jerusalemanlage geschaffen, die zwar den Anspruch erhob, die Jerusalemer Topographie genau nachzubilden, dies jedoch – im Gegensatz zu anderen Jerusalemanlagen – keineswegs tat. Die von 1700 bis 1709 entstandene Jerusalemanlage von Sankt Annaberg (auch Annaberg, Góra Świętej Anny) folgt den Angaben des Adrichomius, woraus sich eine Ähnlichkeit zu Kalwaria Zebrzydowska ergibt.